# Автоплюс
Группа компаний «Автоплюс» — российский холдинг, ориентированный на продажу, техническое обслуживание и ремонт автомобилей. Компания основана в 1995 году.
Один из ведущих автохолдингов Урало-Сибирского региона, базируется в Екатеринбурге. По данным рейтингов журнала Деловой квартал за 2013—2014 годы занимает первое место в Уральском регионе по продаже автомобилей в премиум-сегменте (стоимостью свыше 1 млн руб). По результатам 2012—2013 годов входил в топ-30 ведущих автохолдингов России.

## Деятельность
В разные годы Группа занималась продажей в Свердловской области автомобилей премиальных марок Bentley, Ferrari, Maserati, Lamborghini, а также Alfa Romeo, выступала официальным представителем европейского прокатчика Europcar.
В ноябре 2014 года (после покупки екатеринбургского автоцентра «Краснолесье» — бывшего дилера Jaguar, Land Rover, Volvo) в пакет автобрендов, представленных в дилерских центрах Группы, добавятся Jaguar и Land Rover.
Подобное расширение бизнеса в кризисные для автобизнеса годы — не первое в истории Группы. В кризисном 2008 году холдинг — единственный из региональных — привлек инвестиционный фонд и благодаря этому не только стабильно пережил период спада на рынке, но и значительно расширил бизнес.
ГК «Автоплюс» намерена также существенно расширить своё присутствие в Омске. Она объявила о планах построить к 2016 году полнофункциональный дилерский центр Lexus. Кроме того, уральский авторитейлер может построить в городе второй автосалон Toyota, запустить бренд Audi, а также пополнить портфель брендом Skoda.
В профессиональной среде, в частности, в журнале АвтоБизнесРевю (журнал для профессионалов автобизнеса), кейсы из практики ГК Автоплюс чаще всего рассматриваются для иллюстрации практического опыта в следующих сферах автобизнеса: организация работы клиентской службы, IT-технологии и сервисы, работа PR-службы как инструмент развития клиентской лояльности.

## Состав Группы
- Дилерские центры Audi: Ауди Центр Екатеринбург, АЦ Космонавтов[13]
- Дилерские центры Lexus: Лексус — Екатеринбург, Лексус-Омск[14][15]
- Дилерские центры Toyota: Тойота Центр Екатеринбург Запад, Тойота Центр Нижний Тагил, Тойота Центр Омск[16]
- Дилерские центры SKODA: Европа Авто[13], Европа Авто Тагил, Европа Авто Каменск
- Дилерские центры Mazda: Автоплюс Мазда[17]
- AUTO PLUS rent a car

Города присутствия Екатеринбург, Нижний Тагил, Каменск-Уральский, Омск. Головной офис находится в Екатеринбурге.

## Руководство
Генеральный директор — Шестопалов Павел Игоревич.

## История
В 2003 году компания подписала договор субконцессии и с марта 2004 года открыла представительство европейского прокатчика Europcar — «EUROPCAR Екатеринбург». Представительство проработало 4 года, в дальнейшем компания отказалась от франшизы и до настоящего момента продолжает оказывать услуги проката автомобилей под именем AUTO PLUS rent a car.
В 2007 году ГК Автоплюс совместно с компанией «Авантайм» основала компанию «Автомобили Италии», ставшую официальным дилером марки Alfa Romeo в Свердловской области. Компания проработала недолгое время, и затем закрылась.
В 2008 году фонд Russian Retail Growth Fund (RRGF) под управлением Svarog Capital Advisors приобрел долю в ООО "Группа «Авто плюс». По данным газеты «Ведомости», фонд заплатил за долю 45 млн долларов США, размер приобретенного пакета не раскрывался.
В июле 2009 года ГК Автоплюс приобрела у компании «Автоленд» салон «Автоленд Север», расположенный в Екатеринбурге. На этой площадке были открыты дилерские центры Audi и Skoda.
В 2009 году ГК Автоплюс и предприниматель Евгений Мак подписали договор с компанией Mercury по открытию в Екатеринбурге автосалона Bentley. Наряду с Bentley в салоне продавались Ferrari, Maserati и Lamborghini. Салон был закрыт спустя год.
В октябре 2014 года ГК Автоплюс приобрела автоцентр «Краснолесье», который летом этого же года потерял статус официального дилера Land Rover и Jaguar.

## Финансовые показатели
По результатам 2012 года:
Группа компаний Автоплюс занимала 1-е место по объёму выручки и 2-е место по динамике роста среди уральских автохолдингов. В общероссийском списке 100 крупнейших дилеров компания занимала 26 позицию по объёму выручки. Оборот компании составил 14,8 млрд руб. Объём продаж новых автомобилей составил 10 345 шт. Таковы данные рейтинга ста крупнейших дилерских групп России по итогам 2012 года, опубликованного в апрельском номере журнала АвтоБизнесРевю.
По результатам 2013 года:
Группа компаний «Автоплюс» занимала 30 строчку по показателям суммарной выручки и 40 место по объёму продаж новых автомобилей среди 100 крупнейших российских компаний-автодилеров. Оборот компании составил 14,25 млрд руб. Объём продаж новых автомобилей составил 9973 шт. Таковы итоги ежегодного рейтинга, организованного федеральным изданием «АвтоБизнесРевю».